# Josef von Metnitz
Josef von Metnitz, Josef Ritter von Metnitz,  (* 20. Dezember 1861 in Bleiburg, Kärnten; † 31. Juli 1905) war ein österreichischer Zahnarzt.

## Leben
Josef von Metnitz studierte Medizin in Wien, Prag und Berlin und wurde 1885 promoviert. Er gehörte der Wiener akademischen Burschenschaft Silesia an. 1889 habilitierte er sich in Wien für Zahnheilkunde und wurde 1894 Vorstand der zahnärztlichen Abteilung der Allgemeinen Poliklinik in Wien. 1897 wurde Siegfried Ornstein (1869–1928) sein Nachfolger. Er hatte einen Professorentitel.
Er war Autor in der Real-Encyclopädie der gesammten Heilkunde.

## Schriften
- Lehrbuch der Zahnheilkunde, Wien 1890, 2. Auflage 1895

Außerdem bearbeitete er den Atlas zur Pathologie der Zähne von Carl Wedl in der 2. Auflage 1893.